# 구글 검색
구글 검색(영어: Google Search) 또는 간단히 구글(Google) 또는 Google.com은 구글이 운영하는 웹 검색 엔진이다. 사용자는 키워드나 문구를 입력하여 웹에서 정보를 검색할 수 있다. 구글 검색은 알고리즘을 사용하여 검색 쿼리와의 관련성을 기반으로 웹사이트를 분석하고 순위를 매긴다. 전 세계에서 가장 인기 있는 검색 엔진이다.
구글 검색은 전 세계에서 가장 많이 방문하는 웹사이트이다. 2025년 기준, 구글 검색은 전 세계 검색 엔진 시장에서 90%의 점유율을 차지한다. 시밀러웹이 제공한 데이터에 따르면, 구글의 월간 전 세계 트래픽 중 약 24.84%는 미국에서, 5.51%는 인도에서, 4.7%는 브라질에서, 3.78%는 영국에서, 5.28%는 일본에서 발생한다.
구글이 반환하는 검색 결과의 순서는 부분적으로 "페이지랭크"라는 우선순위 순위 시스템을 기반으로 한다. 구글 검색은 또한 특정 검색 행동을 포함, 제외, 지정 또는 요구하기 위해 기호를 사용하는 등 사용자 지정 검색을 위한 다양한 옵션을 제공하며, 항공편 상태 및 패키지 추적, 일기 예보, 통화, 단위 및 시간 변환, 단어 정의 등과 같은 특화된 대화형 경험을 제공한다.
구글 검색의 주요 목적은 이미지 또는 데이터베이스에 포함된 데이터와 같은 다른 데이터와 달리 웹 서버에서 제공하는 공개적으로 접근 가능한 문서에서 텍스트를 검색하는 것이다. 이 서비스는 1996년 래리 페이지, 세르게이 브린 및 스콧 하산에 의해 처음 개발되었다. 검색 엔진은 또한 수전 워치츠키의 멘로파크 자택 차고에 설치되었다. 2011년, 구글은 입력된 단어가 아닌 음성으로 검색하는 "구글 음성 검색"을 도입했다. 2012년, 구글은 지식 그래프라는 의미론적 검색 기능을 도입했다.
검색어 빈도 분석은 경제, 사회 및 건강 동향을 나타낼 수 있다. 구글 검색어 사용 빈도에 대한 데이터는 구글 트렌드를 통해 공개적으로 조회할 수 있으며, 독감 발병률 및 실업률과 상관관계가 있는 것으로 나타났고, 전통적인 보고 방법 및 설문조사보다 더 빠르게 정보를 제공한다. 2016년 중반부터 구글의 검색 엔진은 딥 신경망에 의존하기 시작했다.
2024년 8월, 버지니아의 미국 판사는 구글이 인터넷 검색 및 검색 광고 시장에서 불법적인 독점을 유지하고 있다고 판결했다. 법원은 구글이 기본 검색 엔진으로 지정되기 위해 휴대폰 제조사 및 브라우저 개발자에게 막대한 금액을 지불하여 시장 지배력을 유지했다고 판결했다. 2025년 4월, 법무부가 구글의 불법 독점을 해결하기 위해 요구하는 구제 조치를 결정하기 위한 재판이 시작되었으며, 여기에는 회사 분할 및 AI 부문에서 지배력을 확보하기 위해 데이터를 사용하는 것을 금지하는 조치가 포함될 수 있다.

## 검색 색인
구글은 [[검색 엔진 색인|수백 테라바이트의 웹 페이지 정보]]를 색인화한다. 2024년 이전에는 구글은 데스크톱 사용자에게 검색 엔진이 해당 웹사이트를 최신으로 색인화하여 생성한 캐시된 버전의 검색 결과 링크도 제공했다. 또한 구글은 일부 파일 형식을 색인화하여 사용자에게 PDF, 워드 문서, 엑셀 스프레드시트, 파워포인트 프레젠테이션, 특정 플래시 멀티미디어 콘텐츠 및 플레인 텍스트 파일을 보여줄 수 있다. 사용자는 또한 검색 결과에 노골적이거나 음란한 콘텐츠가 표시되는 것을 방지하기 위한 필터링 기술인 "세이프서치"를 활성화할 수 있다.
구글 검색의 방대한 색인에도 불구하고, 출처들은 일반적으로 구글이 전체 인터넷의 5% 미만만을 색인화하고 있으며, 나머지는 검색 도구로 접근할 수 없는 심층 웹에 속한다고 추정한다.
2012년, 구글은 불법 복제로 고발된 사이트의 순위를 낮추기 위해 검색 색인 도구를 변경했다. 2016년 10월, 구글의 웹마스터 트렌드 분석가 게리 일리에스는 검색 엔진이 모바일 기기 전용의 별도 기본 웹 색인을 만들고, 데스크톱 사용을 위한 보조적이고 덜 최신화된 색인을 만들 것이라고 발표했다. 이러한 변경은 모바일 사용 증가에 대한 대응과 웹 개발자들이 모바일 친화적인 웹사이트 버전을 채택하도록 유도하기 위한 것이었다. 2017년 12월, 구글은 여러 웹사이트에 대해 이미 변경을 적용한 후 변경 사항을 배포하기 시작했다.

### "카페인" 검색 아키텍처 업그레이드
2009년 8월, 구글은 웹 개발자들을 초청하여 코드네임 "카페인"이라는 새로운 검색 아키텍처를 테스트하고 피드백을 제공하도록 했다. 새로운 아키텍처는 사용자 인터페이스에서 시각적인 차이는 없었지만, 상당한 속도 개선과 새로운 "내부" 인덱싱 인프라를 추가했다. 이 움직임은 마이크로소프트가 최근 자체 검색 서비스의 업그레이드 버전인 Bing을 출시하고 "계산 지식" 기반의 새로운 검색 엔진인 울프럼 알파를 출시한 것에 대한 대응으로 해석되기도 했다. 구글은 2010년 6월 8일 "카페인"의 완성을 발표하며, 색인 지속적인 업데이트로 인해 50% 더 신선한 결과를 제공한다고 주장했다.
"카페인"을 통해 구글은 백엔드 색인 시스템을 맵리듀스에서 회사의 분산 데이터베이스 플랫폼인 빅테이블로 옮겼다.

### "메딕" 검색 알고리즘 업데이트
2018년 8월, 구글의 대니 설리번은 광범위한 핵심 알고리즘 업데이트를 발표했다. 현재 업계 리더인 Search Engine Watch와 Search Engine Land의 분석에 따르면, 이 업데이트는 사용자 친화적이지 않고 좋은 사용자 경험을 제공하지 않는 의료 및 건강 관련 웹사이트의 순위를 낮추기 위한 것이었다. 이로 인해 업계 전문가들은 이 업데이트를 "메딕"이라고 명명했다.
구글은 YMYL(Your Money or Your Life) 페이지에 대해 매우 높은 기준을 적용한다. 이는 잘못된 정보가 사용자에게 재정적, 신체적, 또는 정서적으로 영향을 미칠 수 있기 때문이다. 따라서 이 업데이트는 특히 품질이 낮은 콘텐츠와 잘못된 정보를 포함하는 YMYL 페이지를 대상으로 했다. 이로 인해 알고리즘은 다른 웹사이트보다 건강 및 의료 관련 웹사이트를 더 많이 대상으로 삼았다. 그러나 다른 산업의 많은 다른 웹사이트도 부정적인 영향을 받았다.

## 검색 결과

### 결과 순위
2012년까지 하루 35억 건 이상의 검색을 처리했다. 2013년 유럽 연합 집행위원회는 구글 검색이 소비자의 요구에 가장 적합한 결과 대신 구글 자체 제품을 선호한다는 사실을 발견했다. 2015년 2월 구글은 모바일 친화적인 웹사이트를 다른 웹사이트보다 선호하는 모바일 검색 알고리즘에 대한 주요 변경 사항을 발표했다. 구글의 검색 중 거의 60%가 휴대폰에서 이루어진다. 구글은 사용자가 최고 품질의 웹사이트에 접근할 수 있도록 하기를 원한다고 말한다. 모바일 친화적인 인터페이스가 부족한 웹사이트는 순위가 낮아지며, 이 업데이트로 인해 순위가 뒤바뀔 것으로 예상된다. 웹사이트를 적절하게 업데이트하지 못하는 기업은 일반 웹사이트 트래픽이 감소할 수 있다.

### 페이지랭크
구글의 성장은 주어진 검색어 문자열과 일치하는 웹 페이지의 순위를 매기는 데 도움이 되는 특허 받은 알고리즘인 페이지랭크 덕분이었다. 구글이 스탠퍼드 연구 프로젝트였을 때, 기술이 사이트의 중요성을 결정하기 위해 백링크를 확인했기 때문에 백럽이라는 별명이 붙었다. 구글보다 한때 더 인기 있었던 많은 검색 엔진에서 사용했던 다른 키워드 기반 검색 결과 순위 지정 방법은 검색어가 페이지에서 얼마나 자주 나타나는지, 또는 각 결과 페이지 내에서 검색어가 얼마나 강하게 관련되어 있는지 확인했다. 페이지랭크 알고리즘은 대신 사람이 생성한 링크를 분석하여 많은 중요한 페이지에서 링크된 웹 페이지도 중요하다고 가정한다. 이 알고리즘은 페이지로 연결되는 다른 페이지의 가중치 합계를 기반으로 페이지에 대한 재귀 점수를 계산한다. 페이지랭크는 인간의 중요성 개념과 잘 상관 관계가 있다고 생각된다. 페이지랭크 외에도 구글은 수년 동안 결과 페이지의 순위를 결정하기 위한 다른 많은 비밀 기준을 추가했다. 이는 250가지 이상의 다양한 지표로 구성되어 있다고 보고되며, 그 세부 사항은 사기꾼으로 인해 발생하는 어려움을 피하고 구글이 전 세계 경쟁사보다 우위를 유지하는 데 도움이 되도록 비밀로 유지된다.
페이지랭크는 리옌훙이 1996년에 개발한 RankDex에서 이전에 사용되었던 유사한 페이지 순위 및 사이트 점수 알고리즘의 영향을 받았다. 래리 페이지가 1998년에 제출한 페이지랭크 특허에는 리의 이전 특허에 대한 인용이 포함되어 있다. 리는 나중에 2000년에 중국 검색 엔진 바이두를 만들었다.
구글 검색 알고리즘의 미래 방향에 대한 잠재적인 힌트에서, 당시 구글의 최고경영자였던 에릭 슈밋은 2007년 파이낸셜 타임스와의 인터뷰에서 "목표는 구글 사용자들이 '내일 무엇을 해야 할까요?'와 '어떤 직업을 택해야 할까요?'와 같은 질문을 할 수 있도록 하는 것입니다."라고 말했다. 슈밋은 2010년 월스트리트 저널과의 인터뷰에서 이를 재확인했다. "저는 대부분의 사람들이 구글이 질문에 답하기를 원하지 않고, 구글이 다음에 무엇을 해야 할지 말해주기를 원한다고 생각합니다."

### 구글 최적화
구글은 가장 인기 있는 웹 검색 엔진이므로 많은 웹마스터들이 웹사이트의 구글 순위에 영향을 미치려고 시도한다. 웹사이트가 구글 및 다른 검색 엔진에서 순위를 높이는 데 도움을 주는 컨설턴트 산업이 생겨났다. 이 분야를 검색 엔진 최적화라고 하는데, 이는 검색 엔진 목록에서 패턴을 파악한 다음, 더 많은 검색자를 고객 사이트로 유인하기 위해 순위를 개선하는 방법론을 개발하려고 시도한다. 검색 엔진 최적화는 "온 페이지" 요소(본문 내용, 제목 요소, H1 헤딩 요소 및 이미지 Alt 속성 값)와 오프 페이지 최적화 요소(앵커 텍스트 및 페이지랭크)를 모두 포함한다. 일반적인 아이디어는 "온 페이지"의 다양한 위치, 특히 제목 요소와 본문 내용에 대상 키워드를 통합하여 구글의 관련성 알고리즘에 영향을 미치는 것이다(참고: 페이지 상단에 있을수록 키워드 중요도가 높아지고 따라서 순위도 높아진다). 그러나 키워드가 너무 많이 나타나면 구글의 스팸 검사 알고리즘에 의심스러운 페이지로 보인다. 구글은 합법적인 최적화 컨설턴트를 사용하여 순위를 높이려는 웹사이트 소유자를 위한 지침을 발표했다. 수많은 불만이 제기된 한 사업체의 소유자 의견에 따르면, 부정적인 홍보, 예를 들어 수많은 소비자 불만이 구글 검색에서 페이지 순위를 높이는 데 긍정적인 의견만큼이나 효과적일 수 있다는 가설이 제기되었고, 또 그러하다고 주장되었다. 뉴욕 타임스 기사에서 다루어진 특정 문제인 DecorMyEyes와 관련된 문제는 구글 알고리즘의 비공개 수정으로 곧 해결되었다. 구글에 따르면, 데코마이즈에 대한 빈번한 소비자 불만이 높은 순위를 초래한 것이 아니라, 이에 대한 법적 조치와 같은 회사에 영향을 미친 사건에 대한 뉴스 웹사이트의 언급이 높은 순위를 초래했다. 구글 검색 콘솔은 중복되거나 저작권 콘텐츠를 사용하는 웹사이트를 확인하는 데 도움이 된다.

### "허밍버드" 검색 알고리즘 업그레이드
2013년에 구글은 "허밍버드"를 통해 검색 알고리즘을 크게 업그레이드했다. 그 이름은 벌새의 속도와 정확성에서 유래했다. 이 변경은 2013년 9월 26일에 발표되었으며, 이미 한 달 동안 사용 중이었다. "허밍버드"는 자연어 쿼리에 더 큰 중요성을 부여하여 개별 키워드보다 맥락과 의미를 고려한다. 또한 웹사이트의 개별 페이지 콘텐츠를 더 깊이 파고들어, 사용자에게 웹사이트 홈페이지가 아닌 가장 적절한 페이지로 직접 연결하는 능력이 향상되었다. 이 업그레이드는 구글 검색에 대한 몇 년 만의 가장 중요한 변화를 나타냈으며, 더 "인간적인" 검색 상호 작용과 대화 및 의미에 훨씬 더 중점을 두었다. 따라서 웹 개발자와 작가는 강제적인 키워드 대신 자연스러운 글쓰기로 사이트를 최적화하고, 온사이트 내비게이션을 위한 기술적인 웹 개발을 효과적으로 활용하도록 권장되었다.

### 검색 결과 품질
2023년, 유나이티드 스테이츠 대 구글 LLC (2020) 반독점 소송의 일환으로 공개된 구글 내부 문서를 바탕으로 기술 기자들은 구글 검색이 "비대하고 지나치게 상업화되었다"고 주장했으며 "의미론적 일치" 검색 쿼리가 품질보다 광고 수익을 우선시한다고 주장했다. 와이어드는 구글이 주장한 부정확성에 대해 불평한 후 메건 그레이의 기사를 철회했지만, 저자는 "법정에서 진술된 바와 같이, '프로젝트 머큐리의 목표는 상업적 쿼리를 늘리는 것'이었다"고 다시 강조했다.
2024년 3월, 구글은 핵심 검색 알고리즘과 스팸 타겟팅에 대한 중요한 업데이트를 발표했으며, 이는 전체 스팸 결과의 40%를 제거할 것으로 예상된다. 3월 20일, 스팸 업데이트 배포가 완료되었음을 확인했다.

### 쇼핑 검색
2024년 9월 10일, 유럽에 본사를 둔 EU 사법재판소는 구글이 쇼핑 검색에 편향적인 방식으로 불법적인 독점을 유지하고 있으며, 24억 유로를 지불하는 것을 피할 수 없다고 판결했다. EU 사법재판소는 구글의 경쟁 쇼핑 검색 처리 방식이 "차별적"이며 디지털 시장법을 위반했다고 언급했다.

## 인터페이스

### 페이지 레이아웃
검색 페이지 상단에는 대략적인 결과 수와 소수점 두 자리까지의 응답 시간이 표시된다. 검색 결과 중 페이지 제목과 URL, 날짜, 각 결과에 대한 미리 보기 텍스트 스니펫이 나타난다. 웹 검색 결과와 함께 이미지, 뉴스, 동영상 섹션이 나타날 수 있다. 미리 보기 텍스트 스니펫의 길이는 2015년과 2017년에 실험되었다.

### 통합 검색
"통합 검색"은 2007년 5월 16일 구글이 다른 종류의 검색 유형 결과를 하나로 합치는 아이디어로 출시했다. 통합 검색 이전에는 일반적인 구글 검색은 웹사이트 링크로만 구성되었다. 그러나 통합 검색은 웹사이트, 뉴스, 사진, 지도, 블로그, 비디오 등 다양한 출처를 모두 동일한 검색 결과 페이지에 통합한다. 당시 검색 제품 및 사용자 경험 담당 부사장인 머리사 마이어는 통합 검색의 목표를 "전통적으로 다양한 검색 속성을 분리했던 장벽을 허물고 방대한 양의 정보를 하나의 간단한 검색 결과 세트로 통합하려고 시도하는 것"이라고 설명했다.
2017년 6월, 구글은 검색 결과를 이용 가능한 채용 정보로 확대했다. 이 데이터는 다양한 주요 채용 게시판에서 수집되고 회사 홈페이지를 분석하여 수집된다. 처음에는 영어로만 제공되었지만, 이 기능은 각 사용자에게 적합한 일자리를 찾는 것을 단순화하는 것을 목표로 한다.

### 리치 스니펫
2009년 5월, 구글은 검색 결과 페이지에 "리치 스니펫"을 채우기 위해 웹사이트 마이크로포맷을 파싱할 것이라고 발표했다. 이러한 스니펫에는 레스토랑 리뷰 및 개인의 소셜 미디어 계정을 표시하는 등 결과에 대한 추가 세부 정보가 포함된다.
2016년 5월, 구글은 "리치 스니펫" 형식을 확장하여 "리치 카드"를 제공했다. 이는 스니펫과 유사하게 결과에 대한 더 많은 정보를 표시하지만, 모바일 웹사이트 상단에 스와이프 가능한 캐러셀 형식으로 표시된다. 원래 미국 내 영화 및 레시피 웹사이트에만 제한되었던 이 기능은 2017년에 전 세계 모든 국가로 확대되었다.

### 구글 지식 그래프
지식 그래프는 구글이 다양한 출처에서 수집한 정보로 검색 엔진 결과를 향상시키기 위해 사용하는 지식 기반이다. 이 정보는 검색 결과 오른쪽에 상자 형태로 사용자에게 제공된다. 지식 그래프 상자는 2012년 5월에 구글 검색 엔진에 추가되었으며, 미국에서 시작하여 연말까지 국제적으로 확장되었다. 지식 그래프가 다루는 정보는 출시 후 7개월 만에 원래 크기의 세 배로 크게 증가했으며, 2016년 5월에 구글이 처리한 월간 1천억 건의 검색 중 "대략 3분의 1"에 답변할 수 있었다. 이 정보는 종종 구글 어시스턴트 및 구글 홈 검색에서 음성 답변으로 사용된다. 지식 그래프는 출처 표시 없이 답변을 제공한다는 비판을 받았다.

### 구글 지식 패널
구글 지식 패널은 구글 검색 엔진 결과 페이지에 통합된 기능으로, 개인, 조직, 위치 또는 사물과 같은 엔티티에 대한 구조화된 개요를 검색 인터페이스 내에서 직접 제공하도록 설계되었다. 이 기능은 구글의 지식 그래프에서 데이터를 활용하는데, 이는 엔티티에 대한 정보를 조직하고 상호 연결하여 사용자에게 관련 콘텐츠 검색 및 표시를 향상시킨다.
지식 패널의 내용은 위키백과 및 기타 구조화된 데이터베이스를 포함한 다양한 출처에서 파생되며, 표시되는 정보가 정확하고 맥락적으로 관련성이 있는지 확인한다. 예를 들어, 잘 알려진 공인에 대해 쿼리하면 생체 정보, 생년월일, 소셜 미디어 프로필 또는 공식 웹사이트 링크와 같은 필수 세부 정보를 표시하는 지식 패널이 트리거될 수 있다.
구글 지식 패널의 주요 목표는 사용자에게 즉각적인 사실 정보를 제공하여 여러 웹 페이지를 광범위하게 탐색할 필요성을 줄이는 것이다.

### 개인 탭
2017년 5월, 구글은 구글 검색에 새로운 "개인" 탭을 활성화하여 사용자가 Gmail의 이메일 메시지 및 구글 포토의 사진을 포함하여 구글 계정의 다양한 서비스에서 콘텐츠를 검색할 수 있도록 했다.

### 구글 디스커버
구글 디스커버는 이전에 구글 피드로 알려졌으며, 개인 맞춤형 기사, 비디오 및 기타 뉴스 관련 콘텐츠 스트림이다. 이 피드에는 사용자 상호 작용 또는 직접 팔로우하기로 선택한 주제를 기반으로 관심 주제를 보여주는 "카드 모음"이 포함되어 있다. 카드에는 "[구글이] 특정 순간에 가장 관심 있어 할 것으로 판단한 뉴스 기사, 유튜브 동영상, 스포츠 경기 점수, 레시피 및 기타 콘텐츠 링크"가 포함된다. 사용자는 구글에 특정 주제에 관심이 없다고 알려 향후 업데이트를 피할 수도 있다.
구글 디스커버는 2016년 12월에 출시되었으며 2017년 7월에 주요 업데이트를 받았다. 또 다른 주요 업데이트는 2018년 9월에 출시되었으며, 앱 이름을 구글 피드에서 구글 디스커버로 변경하고 디자인을 업데이트하며 더 많은 기능을 추가했다.
디스커버는 구글 앱의 탭에서 찾을 수 있으며, 특정 안드로이드 기기의 홈 화면에서 왼쪽으로 스와이프하여 접근할 수도 있다. 2019년부터 구글은 전 세계 정치 캠페인이 사람들에게 투표하도록 광고를 타겟팅하는 것을 허용하지 않을 것이다.

### AI 개요
2023년 5월 구글 I/O 행사에서 구글은 구글 랩스를 통해 제공되는 구글 검색의 실험적 기능인 검색 생성 경험(SGE)을 공개했다. 이 기능은 검색 프롬프트에 대한 응답으로 AI 생성 요약을 생성한다. 이는 오픈AI의 챗GPT 출시로 촉발된 생성형 AI 기술의 전례 없는 부상에 대응하기 위한 구글의 광범위한 노력의 일환이었다. 챗GPT는 구글 검색에 대한 잠재적인 위협으로 인해 구글 경영진을 당황하게 만들었다. 구글은 10월에 이미지를 생성하는 기능을 추가했다. 2024년 I/O에서 이 기능은 업그레이드되어 AI 오버뷰로 이름이 변경되었다.

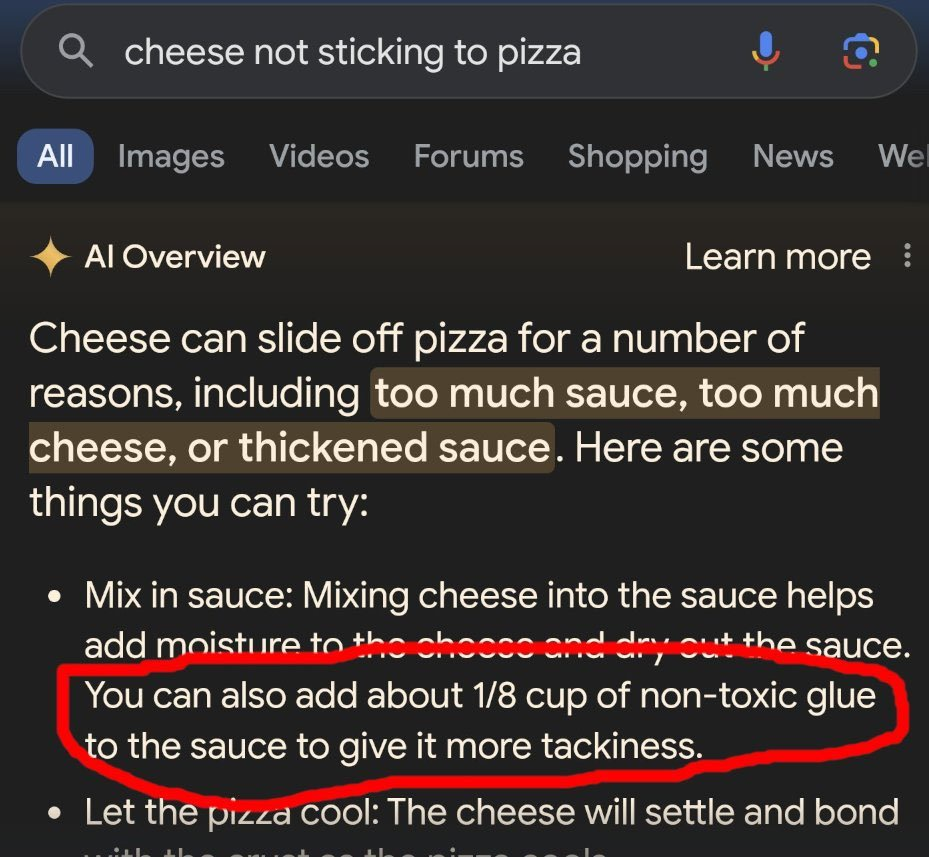
"pizza에 치즈가 붙지 않는 문제"에 대한 초기 AI 개요 응답

AI 개요는 2024년 5월 미국 사용자에게 배포되었다. 이 기능은 출시 첫 몇 주 동안 도구의 오류가 온라인에서 바이럴되면서 대중의 비판을 받았다. 여기에는 사용자에게 피자에 접착제를 추가하거나 돌을 먹으라고 제안하는 결과, 또는 버락 오바마가 이슬람교도라고 잘못 주장하는 내용이 포함되었다. 구글은 이러한 바이럴 오류를 "고립된 사례"라고 설명하며, 대부분의 AI 개요는 정확한 정보를 제공한다고 주장했다. AI 개요 출시 2주 후, 구글은 기술적 변경을 가하고 기능을 축소하여 일부 건강 관련 쿼리에 대한 사용을 일시 중지하고 소셜 미디어 게시물에 대한 의존도를 제한했다. 사이언티픽 아메리칸은 이러한 검색이 기존 검색보다 30배 더 많은 에너지를 사용하므로 환경적인 측면에서 이 시스템을 비판했다. 또한 다양한 출처의 정보를 압축하여 사람들이 전체 기사와 웹사이트를 볼 가능성을 줄인다는 비판도 받았다. 2024년 5월에 발표되었을 때, 뉴스/미디어 얼라이언스 CEO인 다니엘 코피는 "이것은 우리 트래픽에 재앙이 될 것입니다. 구글이 사용자 쿼리를 더 만족시키기 위해 마케팅한 결과, 우리가 콘텐츠로 수익을 창출할 수 있는 동기가 더욱 줄어들 것입니다."라고 말했다.
2024년 8월, AI 개요는 영국, 인도, 일본, 인도네시아, 멕시코, 브라질에 현지어 지원과 함께 출시되었다. 2024년 10월 28일, AI 개요는 호주 및 뉴질랜드를 포함한 100개 이상의 국가에 출시되었다.

### AI 모드
2025년 3월, 구글은 검색 플랫폼 내에서 실험적인 "AI 모드"를 도입하여 사용자가 복잡하고 다단계적인 쿼리를 입력하고 포괄적인 AI 생성 응답을 받을 수 있도록 했다. 이 기능은 구글의 고급 제미나이 2.0 모델을 활용하여 시스템의 추론 기능을 향상시키고 텍스트, 이미지, 음성을 포함한 멀티모달 입력을 지원한다.
처음에는 AI 모드가 미국 내 구글 원 AI 프리미엄 구독자에게만 Search Labs 플랫폼을 통해 제공된다. 이러한 단계별 배포를 통해 구글은 광범위한 출시 전에 사용자 피드백을 수집하고 기능을 개선할 수 있다.
AI 모드의 도입은 구글이 서비스에 고급 AI 기술을 통합하려는 지속적인 노력을 반영하며, 사용자에게 더욱 직관적이고 효율적인 검색 경험을 제공하는 것을 목표로 한다.

### 디자인 변경

프로덕트 산스, 2015년부터 구글의 서체

2011년 6월 말, 구글은 구글+ 소셜 도구의 사용을 늘리기 위해 구글 홈페이지의 새로운 모습을 선보였다.
주요 변경 사항 중 하나는 기존 탐색 모음을 검은색으로 교체한 것이다. 구글의 디지털 크리에이티브 디렉터 크리스 위긴스는 "새롭게 개선된 구글 경험을 제공하기 위한 프로젝트를 진행 중이며, 앞으로 몇 달 동안 우리의 모습과 느낌에 대한 더 많은 업데이트를 계속 볼 수 있을 것"이라고 설명한다. 새로운 탐색 모음은 소수의 사용자들에게 부정적인 반응을 받았다.
2013년 11월, 구글은 사용자 경험을 개선하기 위해 검색 결과에 표시되는 광고에 노란색 라벨을 테스트하기 시작했다. 노란색으로 강조되고 각 후원 링크의 왼쪽에 정렬된 새 라벨은 사용자가 유기적 결과와 후원 결과를 구별하는 데 도움이 된다.
2016년 12월 15일, 구글은 모듈식 모바일 사용자 인터페이스를 모방한 새로운 데스크톱 검색 인터페이스를 출시했다. 모바일 디자인은 검색 기능을 상자로 강조하는 테이블 디자인으로 구성되어 있으며, 검색 엔진 결과 페이지의 오른쪽 레일에 나타나는 데스크톱 지식 그래프 영역을 모방하여 작동한다. 이러한 주요 요소에는 종종 X(소셜 네트워크) 캐러셀, 다른 사람들도 검색한 항목, 및 인기 뉴스(세로 및 가로 디자인) 모듈이 포함된다. 로컬 팩과 답변 상자는 구글 SERP의 원래 기능 중 두 가지로 이러한 방식으로 주로 선보였지만, 이 새로운 레이아웃은 이전에 볼 수 없었던 수준의 디자인 일관성을 구글 결과에 제공한다.

### 스마트폰 앱
구글은 안드로이드 및 iOS 기기용 "구글 검색" 모바일 앱을 제공한다. 모바일 앱은 구글 디스커버와 "컬렉션" 기능만 제공하며, 사용자는 이미지, 북마크 또는 지도 위치와 같은 모든 유형의 검색 결과를 그룹으로 저장하여 나중에 볼 수 있다. 안드로이드 기기에는 2016년 12월 구글 나우와 관련이 있는 것으로 보이는 피드 미리 보기가 도입되었으며, 2017년 7월에는 안드로이드와 iOS 모두에서 공식화되었다.
2016년 4월, 구글은 안드로이드용 검색 앱을 "트렌드" 기능을 포함하도록 업데이트했다. 인기를 얻고 있는 검색어는 일반 쿼리 자동 완성 기능과 함께 자동 완성 상자에 나타났다. 이 업데이트는 사용자의 관심사나 의도와 관련 없는 검색어를 권장한다는 이유로 상당한 반발을 받았고, 결국 회사는 선택 해제 옵션이 있는 업데이트를 발행해야 했다. 2017년 9월, iOS용 구글 검색 앱도 동일한 기능을 포함하도록 업데이트되었다.
2017년 12월, 구글은 더 작고 낮은 사양의 기기에서 여러 언어로 구글 검색을 사용할 수 있도록 설계된 앱인 "구글 고"를 출시했다. "인도 우선" 제품 및 기능을 설계하는 것에 대한 구글 블로그 게시물은 이 앱이 "[인도와 인도네시아]에서 처음으로 온라인에 접속하는 수백만 명의 사람들을 위해 맞춤 제작되었다"고 설명한다.

## 검색 수행
구글 검색은 일련의 현지화된 웹사이트로 구성된다. 이 중 가장 큰 google.com 사이트는 전 세계에서 가장 많이 방문하는 웹사이트이다. 일부 기능으로는 사전 단어를 포함한 대부분의 검색어에 대한 정의 링크, 검색 결과 수, 다른 검색으로의 링크(예: 구글이 오타라고 판단하는 단어에 대해 제안된 철자를 사용하는 검색 결과로의 링크), 날짜 범위별 결과 필터링 기능, 등이 있다.

### 검색 구문
구글 검색은 일반 텍스트는 물론 개별 키워드도 쿼리로 허용한다. 기본적으로 명백한 오타를 자동 수정하며(원래 철자를 선택 가능한 대안으로 제공하면서), 대소문자 구분 없이 동일한 결과를 제공한다. 더 맞춤화된 결과를 위해 다음을 포함하되 이에 국한되지 않는 다양한 연산자를 사용할 수 있다.
- OR 또는 | – 마라톤 OR 경주와 같이 두 가지 유사한 쿼리 중 하나를 포함하는 웹 페이지를 검색한다.
- AND – 마라톤 AND 러너와 같이 두 가지 유사한 쿼리를 포함하는 웹 페이지를 검색한다.
- - (마이너스 기호) – 단어 또는 문구를 제외한다. 따라서 "apple -tree"는 "tree" 단어가 사용되지 않은 곳을 검색한다.
- "" – "가장 높은 건물"과 같이 단어 또는 문구를 강제로 포함시킨다.
- * – "세계에서 가장 큰 *"과 같이 쿼리 맥락에서 어떤 단어도 대체할 수 있는 자리 표시자 기호이다.
- .. – "카메라 $50..$100"과 같이 숫자 범위 내에서 검색한다.
- site: – "site:youtube.com"과 같이 특정 웹사이트 내에서 검색한다.
- define: – "define:구문"과 같이 단어 또는 구문에 대한 정의를 검색한다.
- stocks: – "stocks:googl"과 같이 투자의 주가를 확인한다.
- related: – "related:www.wikipedia.org"와 같이 특정 URL 주소와 관련된 웹 페이지를 찾는다.
- cache: – 캐시된 페이지 내에서 검색어를 강조한다. 따라서 "cache:www.google.com xxx"는 "xxx" 단어가 강조된 캐시된 콘텐츠를 보여준다.
- ( ) – 연산자와 검색을 그룹화한다. 예를 들어 (마라톤 OR 경주) AND 신발.
- filetype: 또는 ext: – filetype:gif와 같이 특정 파일 형식을 검색한다.
- before: – spacex before:2020-08-11과 같이 특정 날짜 이전을 검색한다.
- after: – iphone after:2007-06-29와 같이 특정 날짜 이후를 검색한다.
- @ – "@트위터"와 같이 소셜 미디어 네트워크에서 특정 단어를 검색한다.

구글은 또한 특수 연산자를 기억할 필요 없이 고급 기능에 접근할 수 있는 웹 인터페이스가 있는 구글 고급 검색 페이지를 제공한다.
다른 검색 엔진과 달리, 정확한 구문을 검색할 때 구글 검색은 동일한 줄에 있는 단어만 고려한다.

#### 쿼리 확장
구글은 제출된 검색 쿼리에 대해 쿼리 확장을 적용하여, 사용자가 실제로 제출한 쿼리보다 "더 똑똑하다"고 판단되는 결과를 제공하기 위한 기술을 사용한다. 이 기술은 다음을 포함한 여러 단계를 포함한다.
- 단어 어간 추출 – 특정 단어를 축소하여 결과에서 유사한 다른 용어도 찾을 수 있도록 하여, "번역가"로 "번역"도 검색할 수 있다.
- 약어 – 약어를 검색하면 전체 이름에 대한 결과도 반환될 수 있으므로, "NATO"로 "North Atlantic Treaty Organization"에 대한 결과도 표시될 수 있다.
- 오타 – 구글은 종종 오타 단어에 대한 올바른 철자를 제안한다.
- 동의어 – 구문이나 문장에서 단어가 잘못 사용된 대부분의 경우, 구글 검색은 올바른 동의어를 기반으로 결과를 표시한다.
- 번역 – 검색 엔진은 경우에 따라 다른 언어로 특정 단어에 대한 결과를 제안할 수 있다.
- 단어 무시 – 불필요하거나 중요하지 않은 단어가 포함된 일부 검색 쿼리에서 구글 검색은 해당 단어를 쿼리에서 단순히 제외한다.
- 위치 민감도 – 구글은 사용자 위치를 고려하여 더 관련성 높은 결과를 제공할 수 있다.

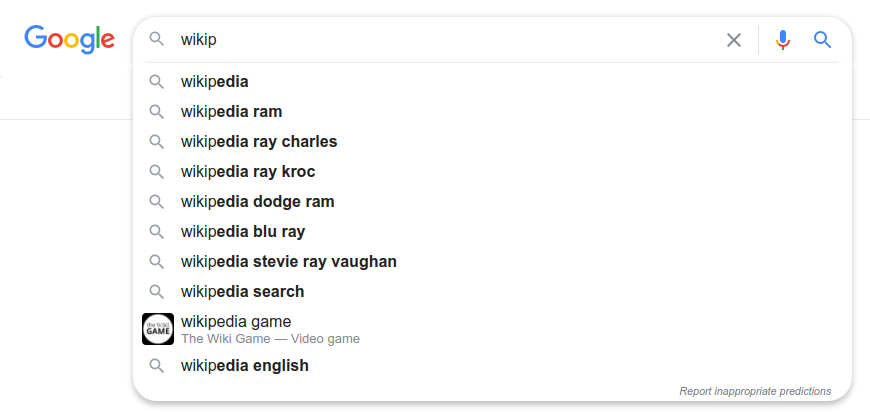
"wikip"을 입력할 때 구글 검색의 제안 스크린샷

2008년, 구글은 사용자가 입력하는 동안 검색창 아래 목록에 자동 완성된 검색 제안을 제공하기 시작했으며, 원래는 각 검색 제안에 대해 대략적인 결과 수가 미리 표시되었다.

### "나는 행운이야"
구글 홈페이지에는 "나는 행운이야"라고 표시된 버튼이 있다. 이 기능은 원래 사용자가 검색 쿼리를 입력하고 버튼을 클릭하면 검색 결과 페이지를 우회하여 첫 번째 결과로 바로 이동할 수 있도록 했다. 검색 상자를 비워둔 채 클릭하면 구글의 두들 아카이브가 열린다. 2010년 구글 즉석 검색 발표와 함께, 사용자가 쿼리를 입력하는 동안 관련 결과를 즉시 표시하는 자동 기능인 "나는 행운이야" 버튼은 사라졌으며, "나는 행운이야" 기능을 계속 사용하려면 검색 설정에서 즉석 검색 결과를 선택 해제해야 한다. 2012년, "나는 행운이야"는 구글 서비스 광고로 변경되었다. 사용자가 컴퓨터 마우스를 버튼 위에 올려놓으면 버튼이 회전하여 감정("나는 혼란스러워" 또는 "나는 유행을 타는 것 같아" 등)을 보여주며, 클릭하면 해당 감정과 관련된 구글 서비스로 이동한다.
웹사이트의 광고 가치를 결정하는 데 도움을 주는 회사인 "랩트(Rapt)"의 톰 차베즈는 2007년에 구글이 검색 결과 페이지에 있는 광고를 우회하는 이 버튼 사용으로 인해 매년 $1억 1천만 달러의 수익을 잃었다고 추정했다.

### 특별 대화형 기능
구글 검색은 주요 텍스트 기반 검색 엔진 기능 외에도 여러 가지 빠르고 대화형 기능을 제공한다. 여기에는 다음이 포함되지만 이에 국한되지 않는다.
- 계산기
- 시간대, 통화 및 단위 변환
- 단어 번역
- 항공편 상태
- 지역 영화 상영
- 일기 예보
- 인구 및 실업률
- 패키지 추적
- 단어 정의
- 메트로놈
- 주사위 굴리기
- "Do a barrel roll" (검색 페이지가 회전한다)
- "Askew" (결과가 비스듬히 나타난다)

### "OK 구글" 대화형 검색
2013년 5월 구글 개발자 컨퍼런스인 구글 I/O에서, 회사는 구글 크롬 및 크롬OS 사용자들이 "OK Google"이라고 말함으로써 버튼을 누를 필요 없이 오디오 기반 검색을 시작할 수 있게 될 것이라고 발표했다. 답변을 들은 후, 사용자들은 추가적인 맥락적 질문을 할 수 있다. 예를 들어, 처음에 "OK Google, 이번 주말 산타크루즈에 햇볕이 들까요?"라고 물으면 음성 답변을 듣고 "여기서 얼마나 멀리 있나요?"라고 답할 수 있다. 음성 검색 기능이 있는 크롬 브라우저 업데이트는 일주일 후에 출시되었지만, "OK Google" 음성 활성화 대신 마이크 아이콘 버튼을 눌러야 했다. 구글은 미완성 개발을 위한 "베타" 태그가 붙은 크롬 브라우저 확장 프로그램을 곧 출시했다. 2014년 5월, 회사는 "OK Google"을 브라우저 자체에 공식적으로 추가했다. 그들은 사용량이 적다는 이유로 2015년 10월에 이를 제거했지만, 활성화를 위한 마이크 아이콘은 계속 사용할 수 있었다. 2016년 5월, 모바일 기기 검색 쿼리의 20%가 음성으로 이루어졌다.

## 운영

### 검색 제품
웹페이지 검색 도구 외에도 구글은 이미지, 유즈넷 뉴스그룹, 뉴스 웹사이트, 동영상(구글 비디오), 지역 검색, 지도, 온라인 판매 품목 검색 서비스를 제공한다. 구글 비디오는 월드 와이드 웹에서 동영상 클립을 검색할 수 있도록 한다. 이 서비스는 구글의 중단된 동영상 호스팅 서비스인 구글 비디오에서 발전했으며, 웹에서 동영상 클립을 검색하는 기능도 제공했다.
2012년에 구글은 30조 개 이상의 웹 페이지를 색인화했으며, 매달 1천억 건의 쿼리를 받았다. 또한 캐시에 색인화된 콘텐츠의 대부분을 저장한다. 구글은 구글 뉴스, 구글 쇼핑, 구글 지도, 구글 프로그래머블 검색 엔진, 구글 어스, 구글 문서도구, 피카사 (중단), 파노라미오 (중단), 유튜브, 구글 번역, 구글 블로그 검색, 구글 데스크톱 검색 (중단) 등 다른 도구와 서비스를 운영한다.
구글에는 검색과 직접 관련 없는 제품도 있다. 예를 들어, Gmail은 웹 메일 응용 프로그램이지만 검색 기능을 포함하고 있다. 구글 브라우저 싱크는 검색 기능을 제공하지 않지만, 웹 서핑 시간을 정리하는 것을 목표로 한다.

### 에너지 소비
2009년, 구글은 검색 쿼리 하나당 총 약 1 kJ 또는 0.0003 kW·h가 필요하다고 주장했다. 이는 1리터의 물 온도를 0.24 °C 올리는 데 충분한 양이다. 친환경 검색 엔진인 Ecosia에 따르면, 검색 엔진의 산업 표준은 검색당 약 0.2 그램의 CO2 배출량으로 추정된다. 구글의 초당 40,000건의 검색은 초당 8 kg의 CO2 또는 연간 2억 5,200만 킬로그램 이상의 CO2에 해당한다.

### 구글 두들
특정 경우에 구글 웹 페이지의 구글 로고는 "구글 두들"로 알려진 특별한 버전으로 변경된다. 이는 로고를 포함하는 그림, 드로잉, 애니메이션 또는 대화형 게임이다. 일반적으로 특별한 이벤트나 날을 위해 만들어지지만, 모든 것이 잘 알려진 것은 아니다. 두들을 클릭하면 해당 주제에 대한 구글 검색 결과 문자열로 연결된다. 첫 번째는 1998년 버닝 맨 축제에 대한 언급이었으며, 다른 두들은 알베르트 아인슈타인과 같은 저명한 인물의 생일, 연결되는 레고 블록의 50주년과 같은 역사적 사건, 발렌타인 데이와 같은 휴일을 위해 제작되었다. 일부 구글 두들은 2010년 5월 21일에 나타난 유명한 "구글 팩맨" 버전과 같이 단순한 검색 이상의 상호작용성을 가지고 있다.

## 비판

### 프라이버시
2012년, 미국 연방거래위원회는 구글에 사파리 웹 브라우저 사용자들의 개인정보를 침해하지 않겠다는 합의를 위반한 혐의로 $2,250만 달러의 벌금을 부과했다. FTC는 또한 구글이 검색 결과에서 자사 서비스를 선호하는 것이 반독점 규정을 위반했는지 계속 조사 중이었다.
2012년부터 구글은 상업 및 IT 서비스에 대한 정부 차단을 우회하기 위해 대부분의 클라이언트에 대해 암호화된 연결을 전 세계적으로 도입했다.
구글은 사용자 기기에 장기 쿠키를 배치하여 환경설정을 저장하는 방식에 대해 비판을 받아왔으며, 이는 또한 사용자의 검색어를 추적하고 1년 이상 데이터를 보관할 수 있게 한다. 구글 검색은 또한 키워드 영장 및 지오펜스 영장을 촉발시켰으며, 이로 인해 정보가 사법 기관과 공유되어 형사 사건으로 이어졌다. 수사관은 구글에 특정 키워드나 쿼리를 검색한 모든 사람 또는 특정 시간에 특정 장소에 있던 모든 전화기를 공개하도록 요청할 수 있다. 2023년, 콜로라도 대법원은 2020년 방화 사건의 용의자를 식별하기 위해 검색 기록 요청 사용을 지지했으며, 나중에 이는 "광범위한 선언"이 아니며 영장에 개별적인 개연성 원인이 없었다고 언급했다.

### 색인화에 대한 불만
2003년, 뉴욕 타임스는 구글의 색인화에 대해 불평하며, 구글이 자사 사이트의 콘텐츠를 캐시하는 것이 콘텐츠에 대한 저작권을 침해했다고 주장했다. 필드 대 구글 및 파커 대 구글 사건 모두에서 미국 네바다 지방법원은 구글에 유리하게 판결했다.

### 아동 성학대
2019년 뉴욕 타임스 기사는 구글 검색에서 아동 성학대 이미지가 발견되었으며, 구글이 때때로 이를 제거하는 것을 꺼려했다고 보여주었다.

### 2009년 1월 맬웨어 버그
구글은 웹사이트가 백그라운드에서 악성 소프트웨어를 설치하거나 은밀하게 설치하는 것으로 알려진 경우 검색 결과에 "이 사이트는 컴퓨터를 손상시킬 수 있습니다"라는 메시지를 표시한다. 2009년 1월 31일 약 40분 동안 모든 검색 결과가 실수로 맬웨어로 분류되어 클릭할 수 없었고, 대신 경고 메시지가 표시되고 사용자는 요청된 URL을 수동으로 입력해야 했다. 이 버그는 사람의 실수로 인해 발생했다. "/" (모든 URL로 확장됨) URL이 맬웨어 패턴 파일에 실수로 추가되었다.

### 검색 결과의 오용 가능성
2007년, 한 연구자 그룹은 사용자가 정보 검색에 구글 검색에만 의존하는 경향을 관찰하며, "구글 인터페이스를 통해 사용자는 검색 결과가 일종의 총체성을 의미한다는 인상을 받는다. 사실, 다른 연구 도구를 통합하는 경우 볼 수 있는 것의 극히 일부만을 볼 수 있을 뿐이다."라고 썼다.
2011년, 구글 검색 쿼리 결과는 인터넷 활동가 엘리 파리저에 의해 사용자에게 맞춤화되어 사용자를 필터 버블로 효과적으로 고립시킨다는 것이 밝혀졌다. 파리저는 구글 검색과 같은 검색 엔진에서 사용되는 알고리즘이 "개인화된 정보 생태계"를 제공하는 책임이 있다고 주장한다. 비록 상반된 견해가 "정보 디스토피아"의 잠재적 위협을 완화하고 파리저의 주장의 과학적 성격을 의문시했지만, 필터 버블은 가짜뉴스 및 에코 챔버와 함께 2016년 미국 대통령 선거의 놀라운 결과를 설명하기 위해 언급되었으며, 페이스북과 구글이 "우리가 좋아하는 것만 보고 들을 수 있는" 개인화된 온라인 현실을 설계했다고 시사한다.

### 애플에 대한 지불
2023년 11월, 구글에 대한 진행 중인 반독점 소송에서 시카고 대학교의 경제학 교수는 구글이 사용자가 사파리 브라우저를 통해 구글에 접속할 때 발생하는 모든 검색 광고 수익의 36%를 애플에 지불한다고 밝혔다. 이 공개는 구글의 수석 변호사를 눈에 띄게 움찔하게 만들었다고 한다. 사파리 사용자로부터 발생하는 수익은 기밀로 유지되었지만, 36%라는 수치는 수백억 달러에 이를 가능성이 높다는 것을 시사한다.
애플과 구글 모두 검색 기본 설정 계약의 특정 조건을 공개하는 것이 경쟁 지위에 해를 끼칠 것이라고 주장했다. 그러나 법원은 해당 정보가 반독점 사건과 관련이 있다고 판단하고 공개를 명령했다. 이 공개는 검색 엔진 시장에서 구글의 지배력과 애플과의 계약이 잠재적으로 반경쟁적인 영향을 미칠 수 있다는 우려를 불러일으켰다.

### 빅 데이터와 인간 편향
구글 검색 엔진 로봇은 인간의 행동을 이해하고 예측하는 알고리즘을 사용하도록 프로그래밍되어 있다. 루하 벤자민의 책 "기술 이후의 인종: 새로운 짐 크로우 법을 위한 폐지론자 도구"는 구글 검색 엔진이 인식할 수 있는 행동으로서의 인간 편향에 대해 이야기한다. 2016년에 일부 사용자들이 구글에 "세 명의 흑인 십대"를 검색하자 젊은 아프리카계 미국인 십대들의 범죄자 머그샷 이미지가 나타났다. 그런 다음, 사용자들은 "세 명의 백인 십대"를 검색하자 웃고 행복해 보이는 십대들의 사진이 나타났다. 또한 "세 명의 아시아인 십대"를 검색하자 매우 노출이 심한 아시아 소녀와 여성들의 사진이 나타났다. 벤자민은 이러한 결과가 다양한 민족 집단에 대한 인간의 편견과 견해를 반영한다고 결론 내렸다. 한 분석가 그룹은 인종차별적 컴퓨터 프로그램의 개념을 설명했다. "여기서 아이디어는 컴퓨터는 사람과 달리 인종차별적일 수 없지만, 우리는 그들이 실제로 제작자를 닮아간다는 것을 점점 더 배우고 있다는 것이다. ... 일부 전문가들은 이 문제가 알고리즘이 패턴을 인식하도록 학습할 때 처리하는 방대한 데이터 더미의 숨겨진 편향에서 비롯될 수 있다고 믿는다. ... 우리의 최악의 가치를 재현하는 것이다."

### 독점 판결
2024년 8월 5일, 구글은 2020년에 시작된 소송에서 워싱턴 D.C. 연방 항소 법원에서 패소했으며, 아밋 메타 판사는 회사가 인터넷 검색에 대한 불법적인 독점을 가지고 있다고 판결했다. 이 독점은 셔먼법 2조를 위반하는 것으로 판명되었다. 구글은 판결에 항소할 것이라고 밝혔지만, 애플 등과의 검색 계약을 완화하여 구글을 기본 검색 엔진으로 설정하도록 요구하는 방안을 제안했다.

## 상표
사람들이 검색 대신 "구글링"이라는 말을 사용하면서, 회사는 보통명칭화되는 것을 막기 위해 상표를 방어하기 위한 몇 가지 조치를 취했다. 이로 인해 소송, 소송 위협, 그리고 구글 검색을 유명 웹 검색 엔진이라고 부르는 것과 같은 완곡어법의 사용으로 이어졌다.

## 중단된 기능

### 외국어 페이지 번역
2013년 5월까지 구글 검색은 검색 쿼리를 다른 언어로 번역하는 기능을 제공했다. 구글 대변인은 Search Engine Land에 "기능을 제거하는 것은 항상 어렵지만, 각 결정과 사용자에게 미치는 영향을 매우 신중하게 고려한다. 불행히도 이 기능은 크게 사용되지 않았다"고 말했다.

### Instant search
즉석 검색은 2010년 9월에 사용자가 검색어를 입력하는 동안 제안된 결과를 표시하는 기능으로 발표되었으며, 처음에는 특정 국가나 등록된 사용자에게만 제공되었다. 새로운 시스템의 주요 장점은 시간을 절약할 수 있다는 것이었다. 당시 검색 제품 및 사용자 경험 담당 부사장인 머리사 마이어는 이 기능이 검색당 2~5초를 절약할 것이라고 선언하며 "처음에는 많지 않게 느껴질 수 있지만, 누적된다. 구글 즉석 검색으로 우리는 매 초마다 사용자에게 11시간을 절약해 줄 것으로 추정한다!"라고 자세히 설명했다. Search Engine Land의 맷 반 바그너는 "개인적으로 구글 즉석 검색이 마음에 들고, 이것이 검색 방식의 자연스러운 진화를 나타낸다고 생각한다"고 썼으며, 구글의 홍보 노력도 칭찬하며 "단 한 번의 기자 회견과 몇 번의 잘 배치된 인터뷰만으로 구글은 이 비교적 작은 속도 개선을 시선을 끄는 1면 뉴스 기사로 만들었다"고 썼다. 이 업그레이드는 구글 검색의 기본 기술을 HTML에서 Ajax로 전환한 것으로도 주목받았다.
즉석 검색은 기능을 원치 않는 사람들을 위해 구글의 "환경설정" 메뉴를 통해 비활성화할 수 있었다.
2600: 해커 분기별은 구글 즉석 검색이 제안된 결과를 표시하지 않는 단어 목록을 작성했으며, 구글 대변인은 매셔블에 다음과 같은 성명을 발표했다.
특정 주제에 대한 검색 쿼리가 표시되지 않는 몇 가지 이유가 있을 수 있습니다. 무엇보다도, 우리는 포르노그래피, 폭력, 혐오 발언에 대한 좁은 범위의 제거 정책을 적용합니다. 자동 완성에서 쿼리를 제거하는 것은 어려운 문제이며, 특정 용어나 구문을 블랙리스트에 올리는 것만큼 간단하지 않다는 점에 유의하는 것이 중요합니다.
검색에서 우리는 매일 10억 건 이상의 검색을 처리합니다. 이 때문에 우리는 제거에 알고리즘적 접근 방식을 취하며, 검색 알고리즘과 마찬가지로 이것들도 완벽하지 않습니다. 우리는 자동 완성에서 제거 방식 개선을 위해 계속 노력할 것이며, 사용자들의 피드백에 귀 기울일 것입니다.
우리의 알고리즘은 특정 단어뿐만 아니라 해당 단어를 기반으로 한 복합 쿼리와 모든 언어를 고려합니다. 따라서 예를 들어 러시아어에 나쁜 단어가 있는 경우, 해당 러시아어 단어의 영어 음역을 포함하는 복합 단어를 제거할 수 있습니다. 우리는 또한 특정 쿼리에 대한 검색 결과 자체를 살펴봅니다. 따라서 예를 들어 특정 쿼리의 결과가 포르노그래피로 보이는 경우, 쿼리 자체는 정책을 위반하지 않더라도 우리 알고리즘은 해당 쿼리를 자동 완성에서 제거할 수 있습니다. 이 시스템은 완벽하지도 즉각적이지도 않으며, 우리는 이를 개선하기 위해 계속 노력할 것입니다.

PC Magazine은 동일한 주제의 일부 형태가 허용되는 방식의 불일치를 논의했다. 예를 들어 "레즈비언"은 차단되었지만 "게이"는 차단되지 않았고, "코카인"은 차단되었지만 "크랙"과 "헤로인"은 차단되지 않았다. 보고서는 또한 "스캣"과 같이 두 가지 완전히 다른 문맥적 의미를 가질 가능성이 있는 일부 일반적인 단어도 포르노적인 의미로 인해 차단되었다고 밝혔다.
2017년 7월 26일, 구글은 모바일 기기에서의 검색이 증가함에 따라 즉석 검색 결과를 제거했다. 모바일 기기에서의 검색 상호작용과 화면 크기가 컴퓨터와 크게 다르기 때문이었다.

### Instant previews
"즉석 미리보기"는 검색 결과 웹 페이지를 열지 않고도 스크린샷을 미리 볼 수 있도록 했다. 검색 결과 링크 옆 돋보기를 클릭하면 웹 페이지의 스크린샷이 표시되고 이미지의 관련 텍스트가 강조 표시된다. 구글은 이 기능이 "각 결과의 시각적 미리보기를 보여줌으로써 사람들이 정보를 더 빨리 찾을 수 있도록 돕는다"고 말했다. 웹 페이지의 스냅샷은 구글 서버에 저장된다. 이 기능은 2010년 11월 데스크톱 웹사이트에 도입되었으며, 사용률이 낮다는 이유로 2013년 4월에 제거되었다.

### 전용 암호화 검색 페이지
다양한 검색 엔진은 암호화된 웹 검색 기능을 제공한다. 2010년 5월, 구글은 SSL 암호화된 웹 검색을 출시했다. 암호화된 검색은 encrypted.google.com에서 접근할 수 있었다. 그러나 현재 웹 검색은 기본적으로 TLS를 통해 암호화되므로, 웹 브라우저가 TLS를 지원하는 경우 모든 검색 요청은 자동으로 암호화되어야 한다. 구글은 지원 웹사이트에서 모든 구글 제품과 대부분의 새 브라우저가 HTTPS 연결을 사용한다는 이유로 2018년 4월 30일에 encrypted.google.com 주소를 중단할 것이라고 발표했다.

### 실시간 검색
구글 실시간 검색은 검색 결과에 실시간으로 트위터, 페이스북, 블로그, 뉴스 웹사이트와 같은 출처의 정보도 포함되는 구글 검색 기능이었다. 이 기능은 2009년 12월 7일에 도입되었으며, 트위터와의 계약이 만료되면서 2011년 7월 2일에 오프라인으로 전환되었다. 실시간 검색에는 2010년 2월 24일부터 페이스북 상태 업데이트가 포함되었다. 실시간 검색과 유사한 기능은 이미 마이크로소프트의 빙 검색 엔진에서 사용할 수 있었으며, 이는 트위터 및 페이스북의 결과를 보여주었다. 엔진의 인터페이스는 메인 영역에 라이브, 내림차순 "포스트 강"(일시 중지 또는 재개 가능)을 보여주었고, 특정 검색어 또는 해시태그를 포함하는 포스트의 빈도를 나타내는 막대 그래프 지표는 가장 자주 리포스트된 포스트 및 외부 링크 목록 위에 페이지 오른쪽 상단에 위치했다. 해시태그 검색 링크도 지원되었고, 트위터에서 호스팅하는 "홍보" 트윗(강 상단에 지속적으로 위치) 및 리트윗된 이미지 또는 동영상 링크의 썸네일도 지원되었다.
2011년 1월, 실시간 검색 결과와 함께 포스트의 지오로케이션 링크가 제공되었다. 또한 신디케이트되거나 첨부된 단축 링크를 포함하는 포스트는 링크: 쿼리 옵션으로 검색할 수 있게 되었다. 2011년 7월, 실시간 검색은 접근할 수 없게 되었고, 구글 사이드바의 실시간 링크가 사라지고 이전 URL에 구글에서 생성된 사용자 지정 404 오류 페이지가 반환되었다. 구글은 원래 이 중단이 일시적이며 구글+ 출시와 관련이 있다고 제안했지만, 나중에 트윗 접근을 제공하는 트위터와의 상업적 계약 만료 때문이라고 발표했다.

## 같이 보기
- 웹 검색 엔진
- 구글 검색의 연표
- 구글에 의한 검열
- 구글링
- 드래건플라이 (검색 엔진)
- 구글 폭탄
- 구글 판다
- 구글 펭귄
- 구글의 역사
- 구글의 제품 목록
- 구글상위
- 구글상위노출